# Ricardo Cortez
Ricardo Cortez (18 de septiembre de 1899 - 28 de abril de 1977) fue un actor de cine estadounidense que comenzó su carrera durante la era del cine mudo.

## Biografía
Nació con el nombre de Jacob Krantz en Nueva York en el seno de una familia judía de origen austríaco y húngaro.
Trabajó en Wall Street hasta que su belleza le llevó hasta el negocio del espectáculo.
Algún ejecutivo de Hollywood le cambió el nombre a Cortez para atraer a los espectadores como un latin lover (amante latino) para competir con actores muy populares como Rodolfo Valentino, Ramón Novarro y Antonio Moreno.
Cuando comenzó a circular el rumor de que Cortez no era realmente latino, los estudios trataron de hacerlo pasar por francés, y finalmente por vienés; de hecho la errónea creencia sobre este último origen perdura incluso hoy día.
Cortez apareció en más de 100 películas.
En 1930 fue coprotagonista con Joan Crawford de Montana Moon.
En 1931 representó a Sam Spade en la película El halcón maltés.
En 1934 coprotagonizó (con Charles Farrell y Bette Davis) en The Big Shakedown in 1934.
En 1936 también representó a Perry Mason en El caso del gato negro.
Aunque comenzó su carrera en papeles románticos con actrices como Greta Garbo, cuando apareció el cine sonoro, su presencia y su acento neoyorquino lo volvieron ideal para los papeles de villano, y pasó de símbolo sexual a actor de carácter.
Cortez se casó con la actriz de cine mudo Alma Rubens hasta que ella falleció de neumonía en 1931.
Cuando se retiró del cine, fue a trabajar como corredor de bolsa en Wall Street.
Falleció en Nueva York en 1977 y fue enterrado en el cementerio Woodlawn, en el Bronx.
Era hermano mayor del notable cineasta Stanley Cortez (Stanislaus Krantz).